# 김중혁
김중혁(1971년 ~ )은 대한민국의 소설가이다.

## 생애
경상북도 김천에서 태어났으며, 계명대학교 국문학과를 졸업했다. 웹 디자이너 일도 했고, 음식잡지, 여행잡지에서 3년여 기자 생활을 하다, 2000년 《문학과사회》에 중편소설 〈펭귄뉴스〉를 발표하며 등단했다. 《씨네21》에 칼럼도 썼으며 ‘문장의 소리’라는 인터넷 방송도 진행하는 등 왕성히 활동하고 있다.
단편소설 〈엇박자 D〉로 2008년 제2회 김유정문학상을 수상했고, 그 외에도 2010년 제1회 젊은작가상 대상, 2011년 제19회 오늘의 젊은 예술가상(문학부문)을 수상했다. 소설가 김연수, 시인 문태준과 막역한 고향 친구. 출판사 위즈덤하우스에서 만드는 팟 캐스트 '이동진의 빨간책방'에 부진행자로 고정 출연하여 청취자들의 호응을 얻고 있다.

## 저서

### 장편소설
- 《좀비들》 (창비, 2010)
- 《미스터 모노레일》 (문학동네, 2011)
- 《당신의 그림자는 월요일》 (문학과지성사, 2014)
- 《나는 농담이다》 (민음사, 2016)

### 소설집
- 《펭귄뉴스》 (문학과지성사, 2006)
- 《악기들의 도서관》 (문학동네, 2008)
- 《1F/B1》 (문학동네, 2012)
- 《가짜 팔로 하는 포옹》 (문학동네, 2015)

### 산문집
- 《대책 없이 해피엔딩》공저 (씨네21, 2010)
- 《뭐라도 되겠지》 (마음산책, 2011)
- 《모든 게 노래》 (마음산책, 2013)
- 《메이드 인 공장》 (한겨레 출판, 2014)
- 《우리가 사랑한 소설들》공저 (예담, 2014)
- 《바디 무빙》 (문학동네, 2016)
- 《질문 하는 책들》공저 (예담, 2016)